# Verdrag van Nertsjinsk

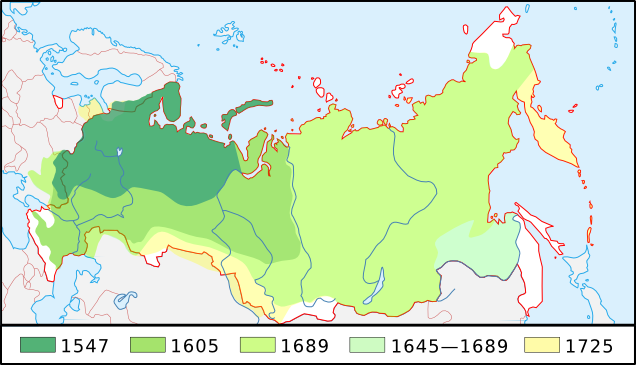
Toename door Rusland beheerst gebied 1547-1725

Het Verdrag van Nertsjinsk (Russisch: Нерчинский договор, Nertsjinskij dogovor; Chinees: 尼布楚條約 , Níbùchǔ tiáoyuē) was het eerste verdrag tussen Rusland en China. Het was ook het eerste verdrag tussen China en een Europese staat. Het verdrag werd getekend op 27 augustus 1689 en was het resultaat van conflicterende belangen in Centraal- en Oost -Azië. Naast het China van de Qingdynastie was dat Rusland en het toenmalige kanaat Dzjoengarije onder de leiding van Galdan.

## Rusland
In 1581 veroverde de kozak Jermak voor het Russische rijk het kanaat Sibir in het westen van Siberië. Nog geen 60 jaar later bereikten een groep kozakken de Zee van Ochotsk die deel uitmaakt van de Grote Oceaan.
In 1643 trok Vasili Pojarkov zuidwaarts vanaf Jakoetsk en bereikte de Amoer. Hij voer deze af tot aan de monding. In 1650 plunderde Jerofej Chabarov de streek Daurië en legde de lokale Daur, Evenken en Duchers de jasak, een belastingplicht op. Pojarkov beschreef enthousiaste verhalen over het gebied rond de Amoer. Hij meldde vruchtbare valleien, brede rivieren en een overvloed aan sabelmarters en vis. Het land van de Amoer beloofde grote rijkdommen en zou in staat zijn om de inmiddels in Siberië gevestigde forten en nederzettingen te bevoorraden, waardoor de aanvoer van voorraden uit Europees Rusland overbodig zou worden. Dit was dan ook de motivatie voor het stichten van het fort Albazin door Erdei Pavlovich Khabarov in 1650. Khabarov bracht ook een aantal stammen die tribuutplichtig aan de Mantsjoes waren een nederlaag toe.
Dit bracht de Russen onvermijdelijk in contact en in conflict met de Qingdynastie. In 1658 werden de Russische troepen uit de regio van de Amoer verdreven. Er werd echter geen vervolg aan deze actie gegeven, dus diverse Russische kozakkengroepen begonnen er zich daarna weer te vestigen. Bont uit Siberië was in die tijd het dominante element in de Russisch-Chinese handel geworden. Het conflict inzake zeggenschap over en belastingplicht van de stammen in de Amoer-vallei belemmerde echter een uitbreiding van deze handel. Lokale stammen wisselden regelmatig van gebied, al naargelang de voorwaarden voor het betalen van belasting aan de Qing dan wel de Russen, minder ongunstig voor hen waren. Dat gaf uiterst onrustige situaties aan een volstrekt niet gemarkeerde grens.

## Galdan
Het tweede element werd gevormd door Galdan (1644-1697), de leider van de Dzjoengaren, een federatie van Oirat-Mongolen. Hij had de ambitie een nieuw groot Mongools Rijk te stichten dat zijn basis zou hebben in Centraal-Azië. Het Kanaat van Dzjoengarije was een rijk land. Al sinds 1640 had het gebied een monopolie op de handel met de Russische vestigingen in het westen van Siberië, waarmee het ook veel politieke contacten onderhield. Het kanaat beheerste een groot deel van de oude handelsroutes en die positie werd nog sterker toen Galdan in 1678 het gebied dat nu de provincie Sinkiang van China is, veroverde. Galdan gebruikte de rijkdom van het kanaat voor het stichten van steden als Hovd en Ulaagom, grote irrigatieprojecten en uiteraard een wapenindustrie. Ook zijn ambities leidden onvermijdelijk tot een conflict met de Qing-dynastie.

## Kangxi
Voor de Chinese keizer Kangxi was de belangrijkste strategische overweging het voorkomen van een alliantie tussen Galdan en de Russen.

## Bereidheid tot onderhandelingen

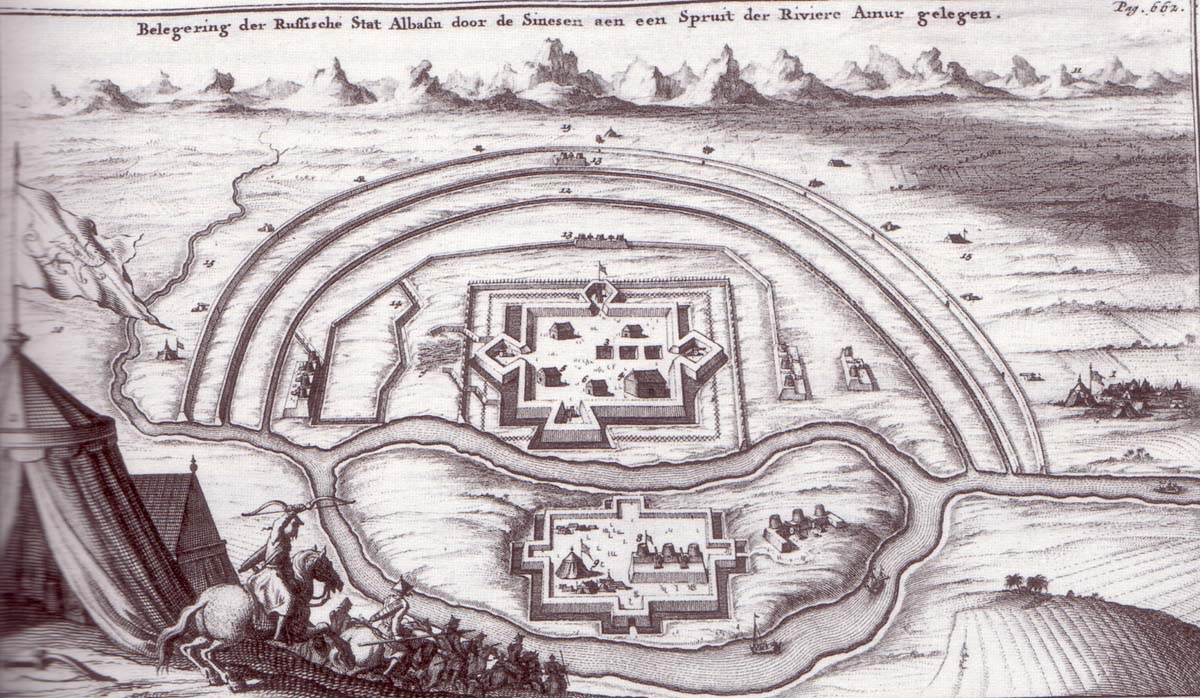
Belegering door Chinese troepen van het Russische fort Albazin, Nederlandse gravure uit de XVII eeuw

Rond 1680 was bij zowel de Russen als de Mantsjoes het besef doorgedrongen dat beide partijen gebaat waren bij duidelijke en veilige grenzen. Kangxi realiseerde zich dat veiligheid verkregen kon worden door het bieden van handelsmogelijkheden aan het Russische rijk en de Russen realiseerden zich dat dit alleen mogelijk was als ze de macht van de Qingdynastie erkenden.
Na het bedwingen van de opstand van de Drie Leengoederen in de zuidoostelijke kustprovincies had Kangxi in 1683 een aantal brieven aan de Russen gestuurd met het aanbod om te onderhandelen onder de voorwaarde dat het fort bij Albazin door hen ontmanteld zou worden. De brieven arriveerden pas eind 1685 in Moskou en tegen die tijd hadden troepen van de Mantsjoes het fort al vernietigd. Als gevolg van die krijgshandelingen vestigden zich in deze periode een aantal Russische gevangenen en deserteurs in Peking. Door zowel Chinezen als Mantsjoes werden deze Russen Albaziners genoemd. Hun aanwezigheid zou enige decennia later de formele reden zijn voor de stichting van de Russisch-orthodoxe missie in China.
In 1686 werd Fjodor Golovin door de tsaar benoemd tot gevolmachtigd ambassadeur om te onderhandelen over handelsrelaties en een goed gemarkeerde grens. Hij arriveerde eind 1687 in het Russische fort Selenginsk. De Chinezen gingen ermee akkoord dat de onderhandelingen in Selengisk gehouden werden.
In 1688 viel Galdan echter het gebied van de Khalkha-Mongolen binnen en richtte een slachting onder de Khalkha's aan. Het grootste deel van het Khalkha-volk trok de Gobiwoestijn over en stelde zich onder bescherming van Kangxi. Een kleiner deel van de Khalkha’s vluchtte naar Selenginsk. Dat gaf vertraging in het starten van de onderhandelingen en uiteindelijk werd overeengekomen dat deze zouden plaatsvinden verder naar het oosten bij Nertsjinsk. In juli van dat jaar ontmoetten beide partijen elkaar.
Golovin was aanwezig met een troepenmacht van ongeveer 1000 personen. De Qing-delegatie stond onder leiding van Tong Guang, een oom van Kangxi. Zij hadden een troepenmacht van ongeveer 10.000 militairen bij zich. Die onderhandelingsdelegatie bestond volledig uit Mantsjoes.

## Communicatie tijdens de onderhandelingen

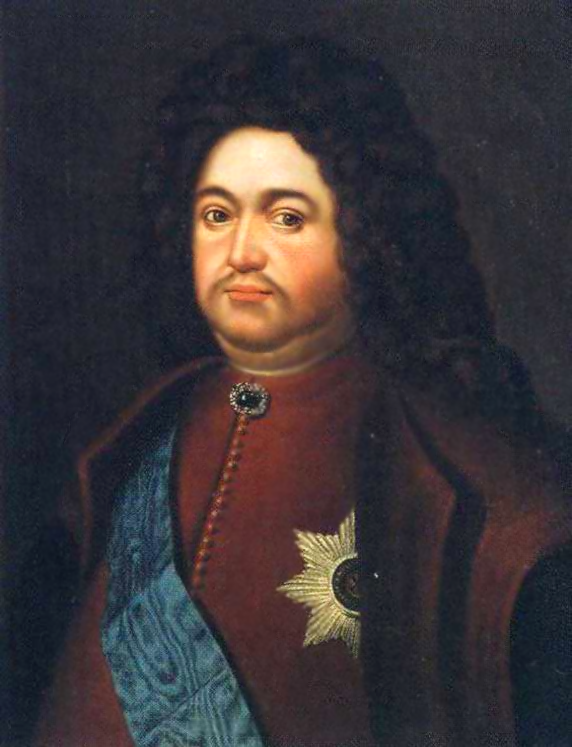
Fyodor Golovin, de Russische onderhandelaar

De afgevaardigden hadden als eerste taak een taal te kiezen waarin de onderhandelingen konden plaatsvinden.
In de meer populaire lectuur over dit aspect wordt vaak vermeld dat de enige mogelijkheid daartoe Latijn was, dankzij de aanwezigheid van Gerbillon en Thomas Pereira van de missie van de jezuïeten in China in de Qing-delegatie en het feit dat in de Russische delegatie ook enkelen, zoals de Pool Belobotski die taal beheersten.
Dat is volstrekt onjuist. Golovin had onder het volk van de Daur een aantal personen gevonden die het Mantsjoe beheersten, maar gezien het feit dat juist die stam regelmatig van protectie en belastingplicht was gewisseld, had hij daar geen voldoende vertrouwen in. In de Russische delegatie zat verder een adequaat aantal tolken Chinees. De Qing-delegatie had een adequaat aantal tolken Russisch en daarnaast beheersten vele Mantsjoes zelf Chinees. Het diplomatieke protocol vereiste echter ook dat partijen de onderhandelingen niet in hun eigen moedertaal konden voeren omdat de illusie van gelijkwaardigheid van beide partijen cruciaal voor het succes ervan zouden zijn.
In beide kampen waren echter ook ruim voldoende Mongoolse tolken aanwezig en de onderhandelingen hadden dus ook gemakkelijk in die taal gevoerd kunnen worden.
Gerbillon en Peraira wisten zich echter vanaf de eerste dag in de positie te manoeuvreren dat de onderhandelingen in het Latijn gevoerd zouden worden. Op de tweede dag ging dat haast fout. De Russen hoorden via de Jezuïten de claim van de Mantsjoes dat het hele gebied tot aan het Baikalmeer aan de Qing zou moeten behoren en het niet onmiddellijk honoreren van deze eis tot militaire actie zou leiden. De Russen konden niet geloven dat onderhandelingen die zo moeilijk tot stand waren gekomen al op de tweede dag belast zouden worden met een dergelijke claim van de Mantsjoes. Zij namen dus aan dat dit een eigen visie was van de Jezuïten en wisten dat via een Mongoolse tolk duidelijk te maken. Na een lange discussie onderling antwoordden de Mantsjoes dat zij alleen over grenzen hadden gesproken en op geen enkele wijze over militaire actie. In de volgende dagen werd duidelijk dat door het uitsluiten van het Mongools als taal voor de onderhandelingen de Jezuïten vooral betere voorwaarden voor de verspreiding van hun religieuze opvattingen beoogden. De Russen werd beloofd betere voorwaarden bij de Mantsjoes te bepleiten in ruil voor de mogelijkheden hun opvattingen in Siberië te kunnen uitdragen. Van Chinese zijde werden ze beloond met een Edict van Tolerantie die hun in de omgeving van Peking meer ruimte bood voor missiewerkzaamheden. Na de dood van Kangxi verloren de Jezuïten echter vrijwel alle invloed op het Chinese hof.

## Resultaat van onderhandelingen
In de volgende dagen van onderhandelingen werd het echter de Russen duidelijk dat door druk van de Mantsjoes een toenemend aantal Mongoolse stammen op het punt stonden de Russische protectie en belastingplicht in te wisselen voor die van de Mantsjoes.
Golovin realiseerde zich dus uiteindelijk de zwakte van zijn positie en gaf toe aan de meeste eisen van de Mantsjoes. Hij gaf de claim van het behouden van Albazin op. De grens zou getrokken worden ten noorden van de Amoer. Bij de bovenloop van de Argun werd een pilaar opgericht waarin de tekst van het verdrag in het Russisch, Chinees, Mantsjoe, Mongools en Latijn werd gebeiteld. De Russen behielden controle over de gebieden ten noorden van de Argun. De Mantsjoes zagen af van claims op gebieden die zij tot dan toe nooit hadden beheerst, maar door handelsmogelijkheden te bieden aan de Russen verzekerden ze zich er van dat de Russen geen coalitie met Galdan zouden sluiten. Rusland mocht één keer in de vier jaar een uitgebreide handelskaravaan naar Peking sturen. De Mongoolse stammen aan beide zijden van de grens zouden voortaan ook niet meer van belastingplicht en protectie kunnen wisselen door hun oorspronkelijke grondgebied te verlaten.
Galdan werd gelijk geconfronteerd met de consequenties van het verdrag. In begin 1690 verzocht hij de Russen om militaire bijstand bij een volgende aanval op het Khalka gebied. Golovin weigerde resoluut iedere medewerking.
In essentie waren de Russen niet zozeer uit op gebiedsuitbreiding, maar vooral op handelsmogelijkheden op de Chinese markt. De Qing wilden vooral veiligheid aan de grenzen en vooral het verzekeren van Russische neutraliteit bij de komende onvermijdelijke militaire confrontatie met het kanaat van de Dzjoengaren onder Galdan.
Het verdrag werd in 1727 aangevuld en nader gedetailleerd met bepalingen in het Verdrag van Kjachta.

## Latere geschiedschrijving

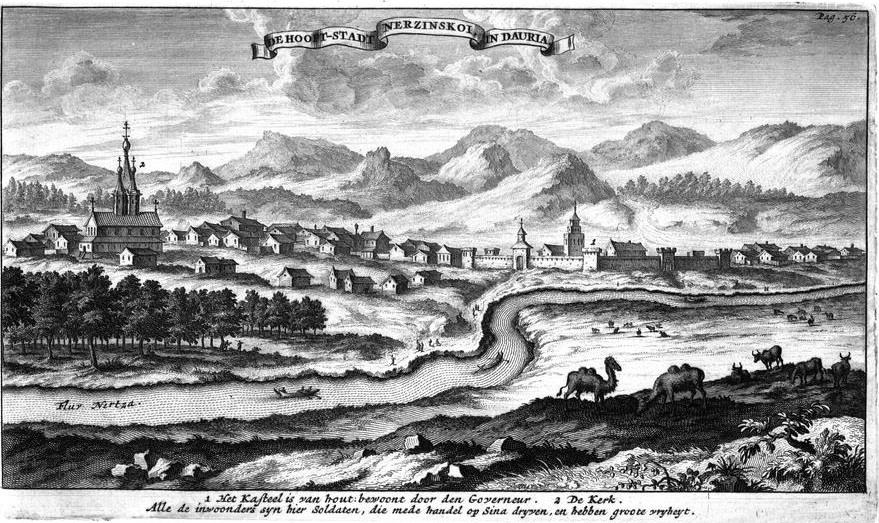
De nederzetting Nertsjinsk omstreeks 1694, vijf jaar na het sluiten van het verdrag

Tot aan het Chinees-Russische conflict van 1969 hebben zowel Russische als Chinese historici de verdragen van Nertsjisnk en Kjachta als de wortels van de broederlijke samenwerking van na 1949 gezien. Vanaf circa 1966 hebben Russische historici de verdragen echter ook beschreven als zogenaamde "ongelijke verdragen" die een agressief Mantsjoe-rijk oplegde aan een verzwakt Rusland. Chinese historici van die periode beschrijven de rol van de Russen als imperialistisch. De verdragen werden dan wel door de Russen ondertekend, maar ze bleven steun bieden aan Mongoolse staatsvorming. In de meer recente Chinese geschiedschrijving worden de verdragen voor China als "ongelijk" beschouwd, omdat China bij die verdragen grote delen van oostelijk Siberië zou hebben moeten opgeven die door "Chinezen", bedoeld wordt dan Toengoezen, zouden zijn bewoond.